# Münsterhof (Zürich)

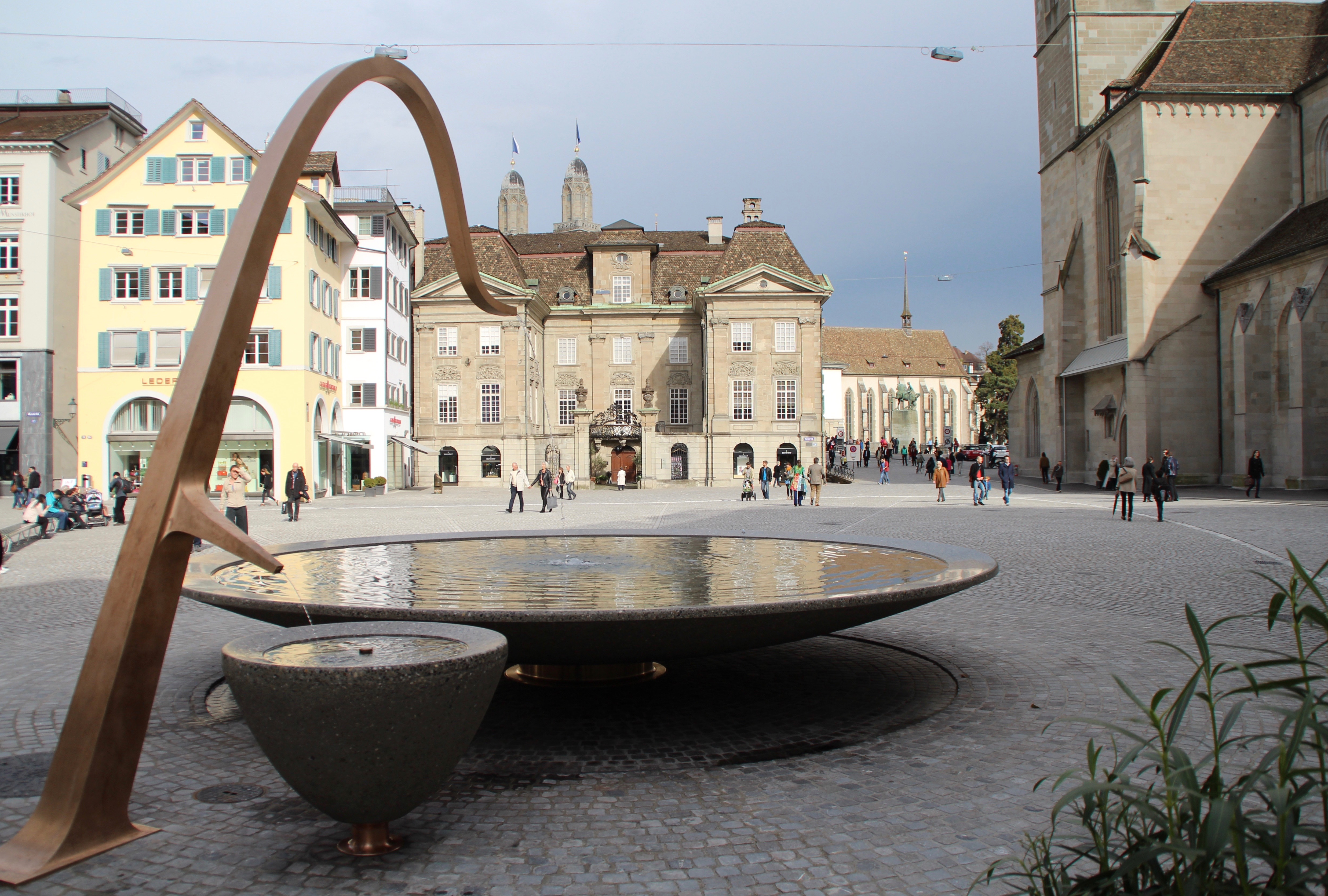
Der neu gestaltete Münsterhof im April 2016 (Blick gegen Osten mit Zunfthaus zur Meisen und Grossmünstertürmen, rechts das Fraumünster)

Der Münsterhof ist ein Platz im Lindenhof-Quartier in der Altstadt von Zürich.

## Lage

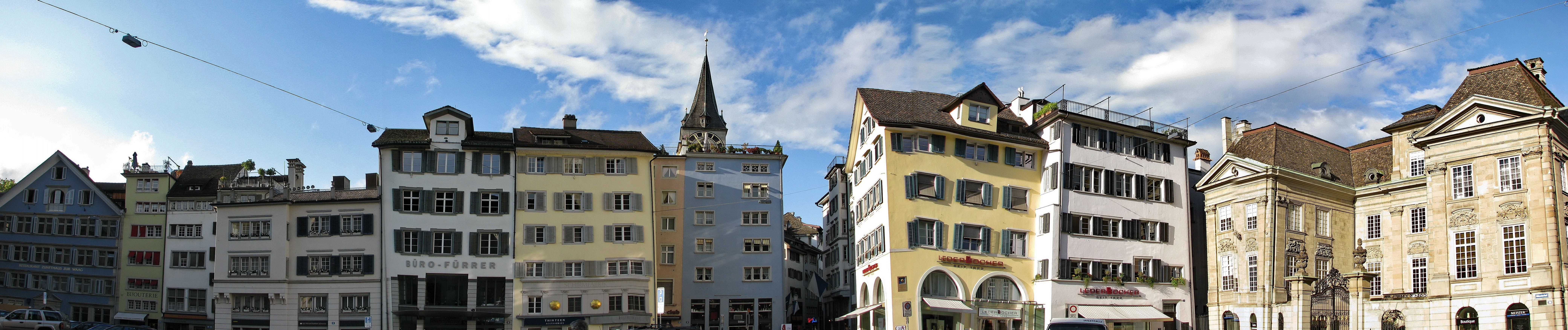
Halbpanorama: Die Nordseite vom Zunfthaus zur Waag bis zum Zunfthaus zur Meisen im Osten

Im Süden grenzt der Platz ans namensgebende Fraumünster. Von der Limmat wird der Platz durch das Zunfthaus zur Meisen getrennt. Vom Platz weg führen die Münsterbrücke zum rechten Limmatufer, das Stadthausquai und die Fraumünsterstrasse nach Süden, die Storchengasse nach Norden sowie die Poststrasse, die Waag- und Storchengasse zum Paradeplatz. Der annähernd fünfeckige Münsterhof ist die grösste freistehende öffentliche Fläche der linksufrigen Altstadt. Er ist bis auf die Zufahrtswege von Häusergruppen umgeben.
Bis ins Frühmittelalter war das südlich des Lindenhofs liegende Gelände eine sumpfige, von einem hier in die Limmat mündenden Sihlarm überflutete Mulde, sodass eine erste Besiedlung des Geländes vermutlich zu Beginn des 9. Jahrhunderts erfolgte. Erste Bauten während der gallo-römischen Besiedlungsphase zwischen dem 1. und 4. Jahrhundert sind zwar nicht ausgeschlossen, die archäologischen und geologischen Befunde deuten aber auf den Lindenhof als Zentrum der keltischen Siedlung Lindenhof und des römischen Vicus Turicum.

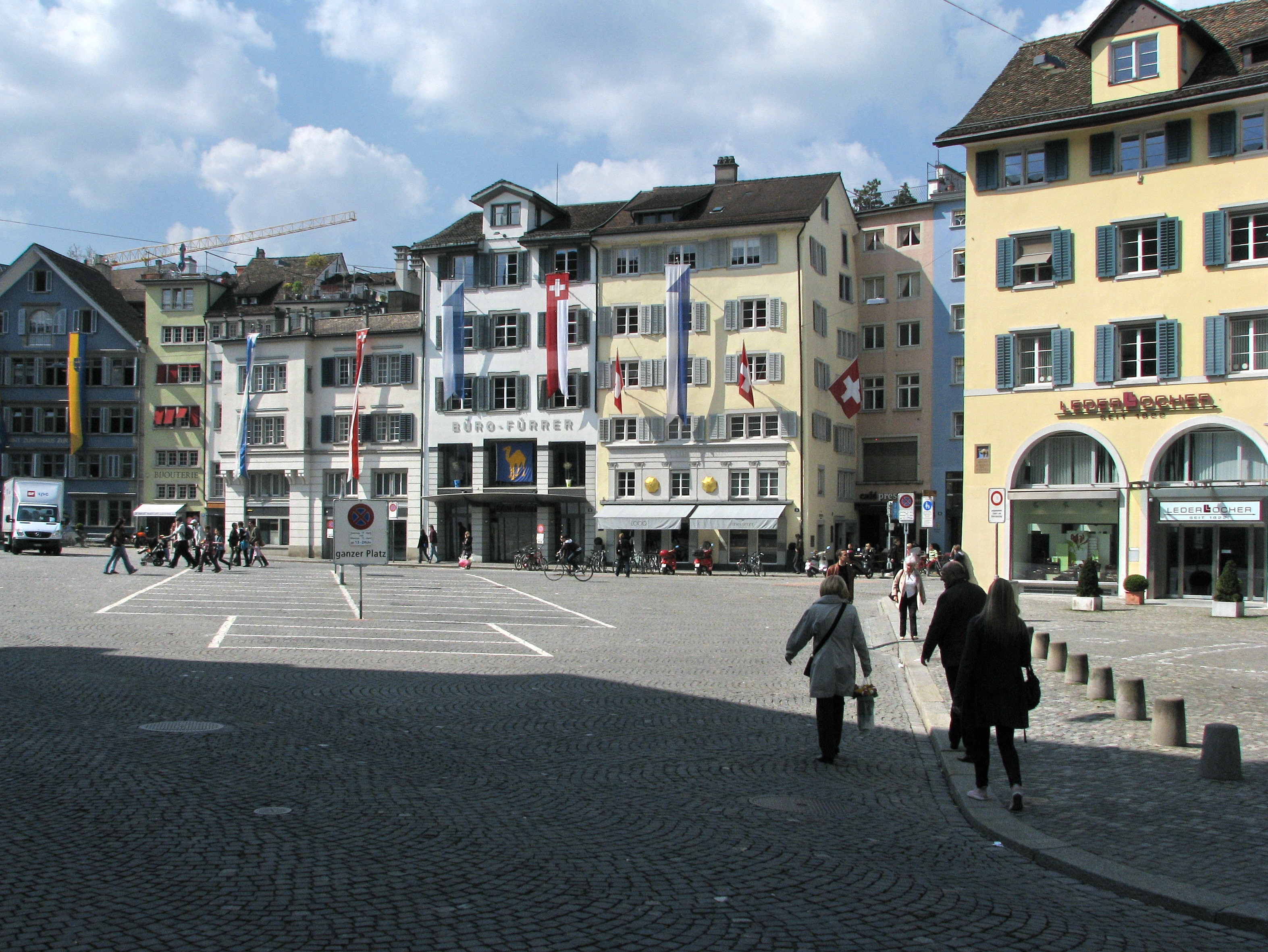
Ansicht vom Fraumünster (2010)
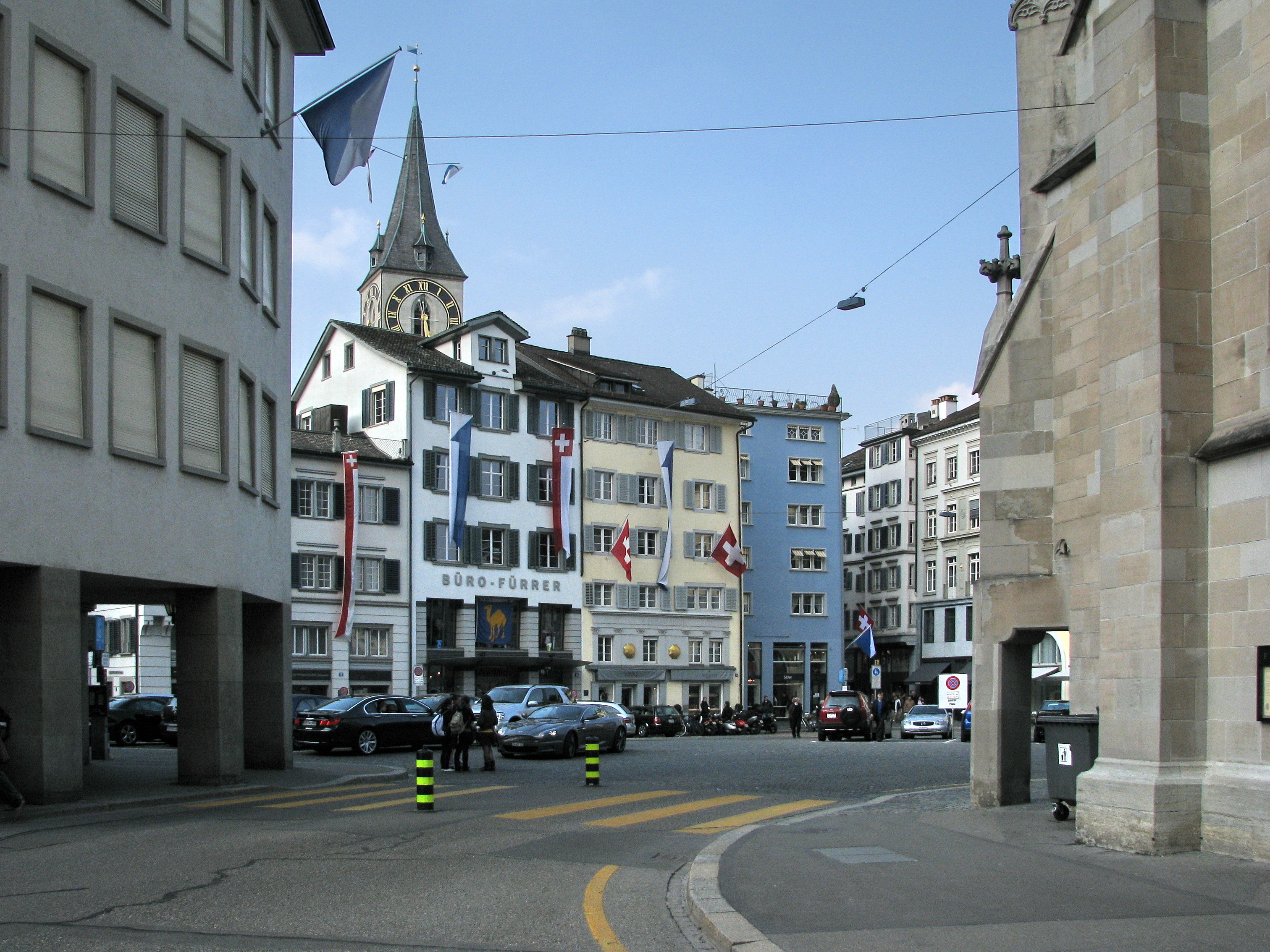
Ansicht von der Poststrasse (2010)
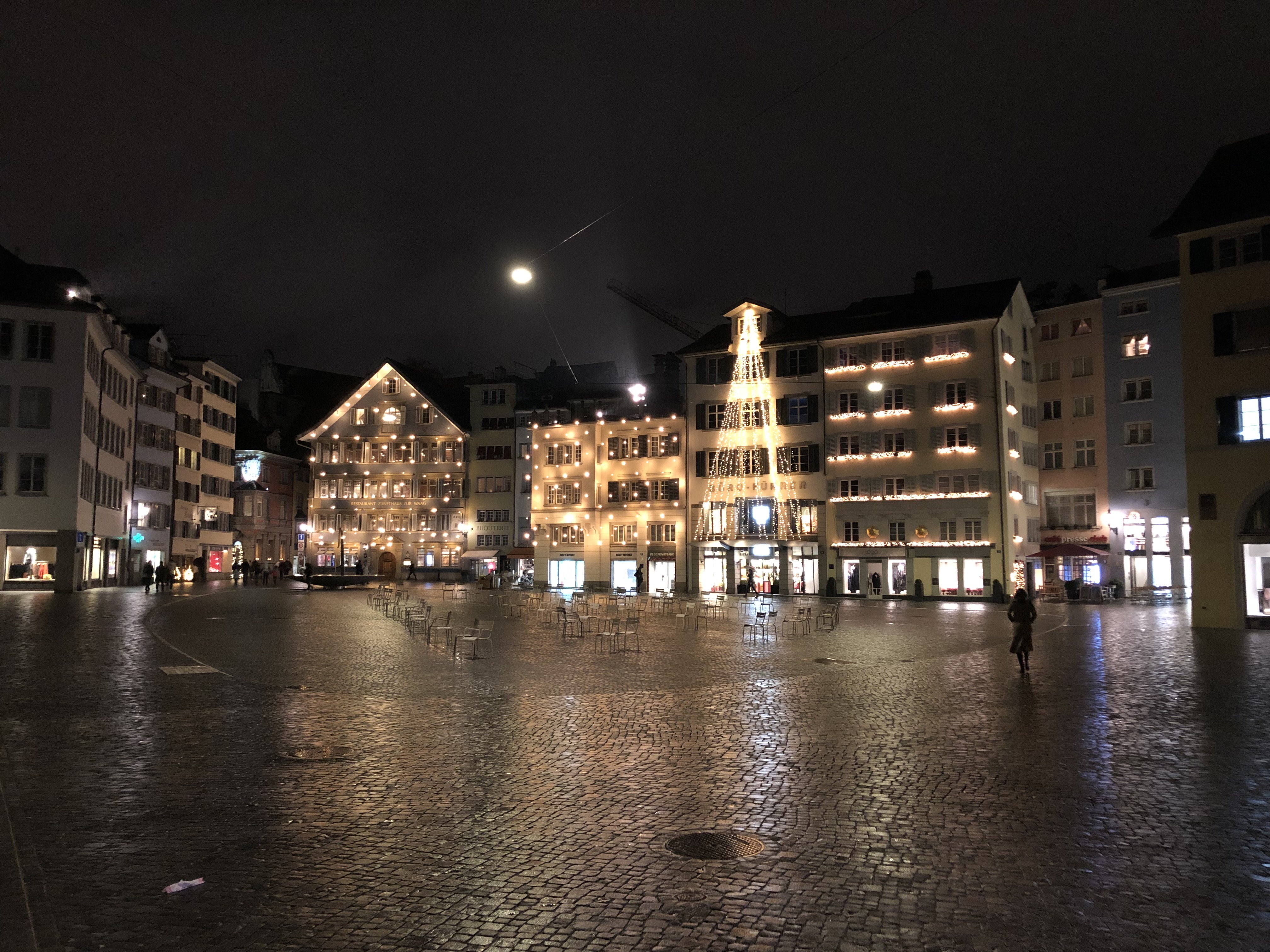
Dezember 2018

## Geschichte
Bis ins frühe Mittelalter war der Münsterhof ein Sumpfgebiet. Mit der Aufschüttung von Geschiebe aus dem Sihlarm entstanden 873 mit dem Bau des Fraumünsters erste Holzbauten. Danach wurde das Gelände als einer der drei neu geschaffenen Friedhöfe im hochmittelalterlichen Zürich genutzt, nachdem die Verstorbenen nicht mehr im Friedhof der gallo-römischen Siedlung Turicum bestattet wurden.
Zu Beginn des 12. Jahrhunderts entstanden erste Bürgerbauten aus Stein, vermutlich mehrheitlich mit Material aus dem spätantiken Kastell Zürich und dessen Nachfolgebauten auf dem nahen Hügel des Lindenhofs. Vermutlich um 1300 wurde der Münsterhof zum freien Platz, als der Friedhof bis auf einen kleinen Streifen entlang des Fraumünsters aufgehoben wurde. In der Nacht vom 23. auf den 24. Februar 1350 wurden auf dem Münsterhof erbitterte Strassenkämpfe zwischen den Parteien der Mordnacht von Zürich geführt.
Nachweislich ab 1504 bis vermutlich zu Beginn der Reformation fanden hier die Passionsspiele zu Ehren der Stadtheiligen Exuperantius, Felix und Regula statt. Bis 1667 diente der Platz als Schweinemarkt. 1676 wurde er gepflästert und erhielt so im Wesentlichen sein heutiges Erscheinungsbild. In den Jahren 1627 bis 1835 standen entlang der nördlichen Mauer des Fraumünsters die Verkaufsstände von Krämern, die der Aufsicht der Zunft zum Kämbel unterstanden. Ein öffentlicher Brunnen zierte ab 1766 den Platz. Da die Wasserleitungen zu wenig Druck aufbrachten, wurde er 1811 wieder abgerissen. Das Bassin wurde für den Brunnen auf der Stüssihofstatt im Niederdorf verwendet.
1938 erhielt der Münsterhof seine heutige Form, indem er auf südwestlicher Seite in Richtung Poststrasse umgestaltet wurde. Am 19. September 1946 hielt Winston Churchill auf dem Münsterhof eine kurze Ansprache.

Münsterhof um 1300; links hinten das Grendeltor
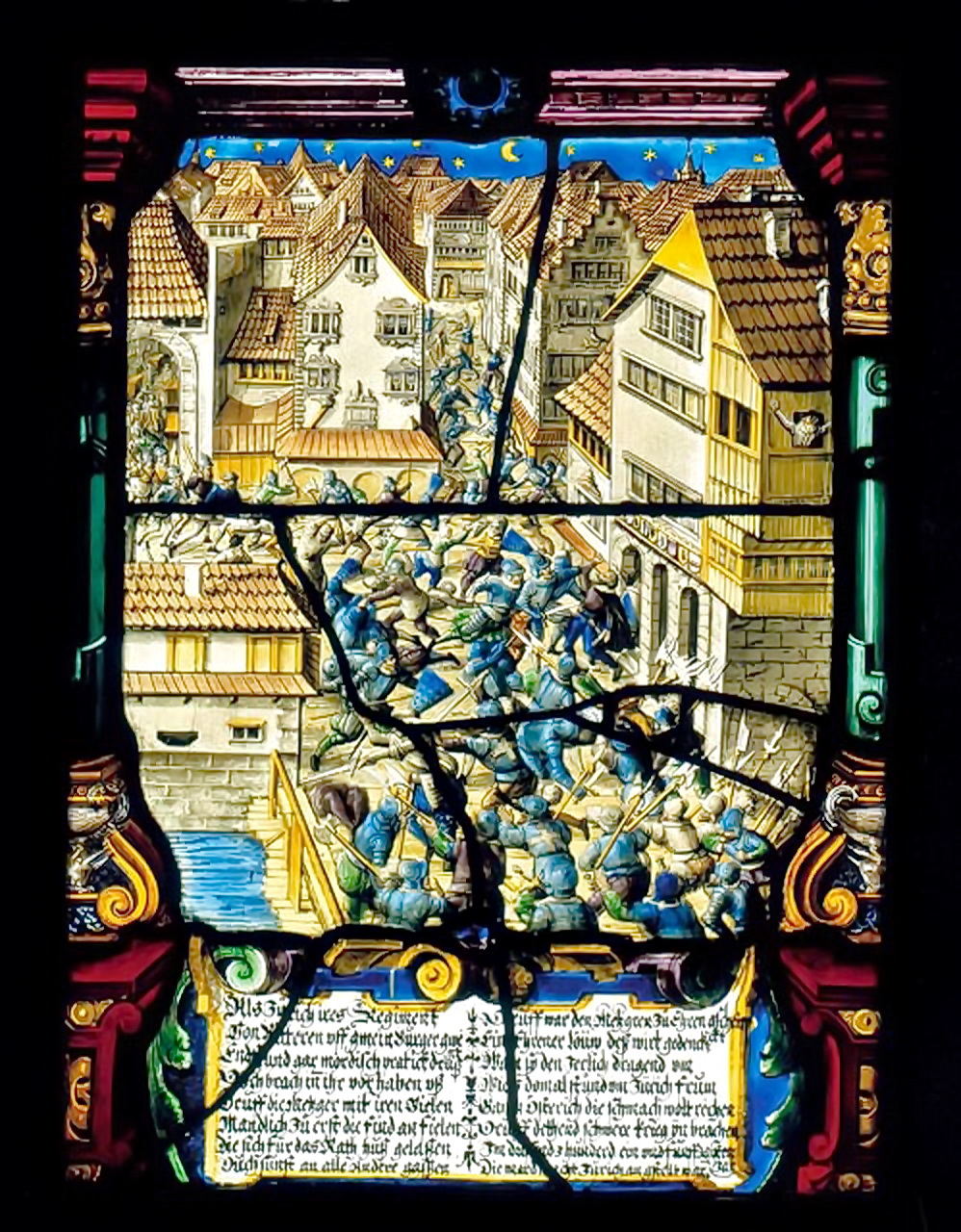
Das Kampfgeschehen im Verlauf der Mordnacht von Zürich, Glasmalerei aus der zweiten Hälfte des 17. Jahrhunderts, Landesmuseum Zürich
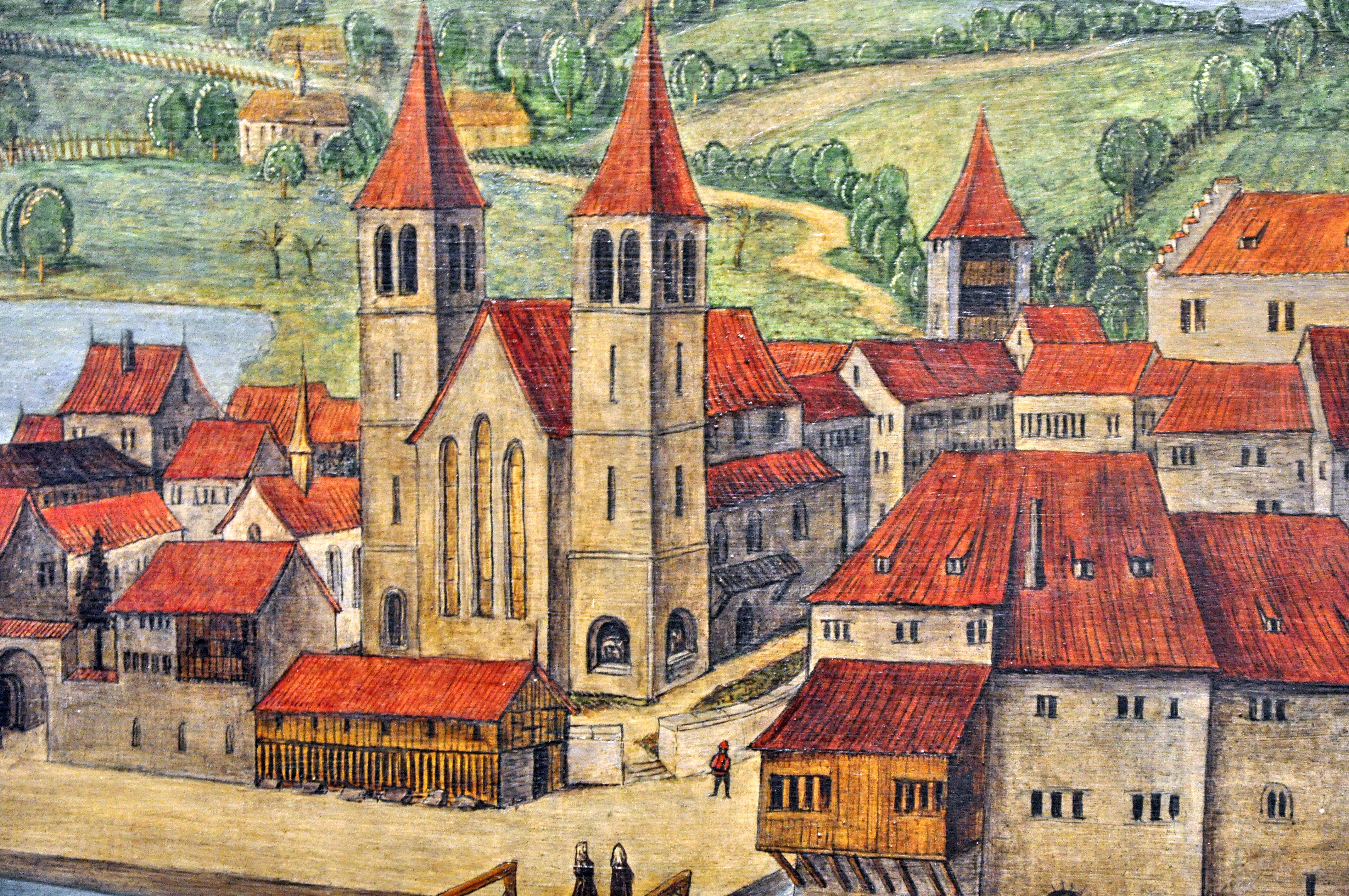
Der Münsterplatz auf den Altarbildern von Hans Leu dem Älteren, Ende 15. Jahrhundert
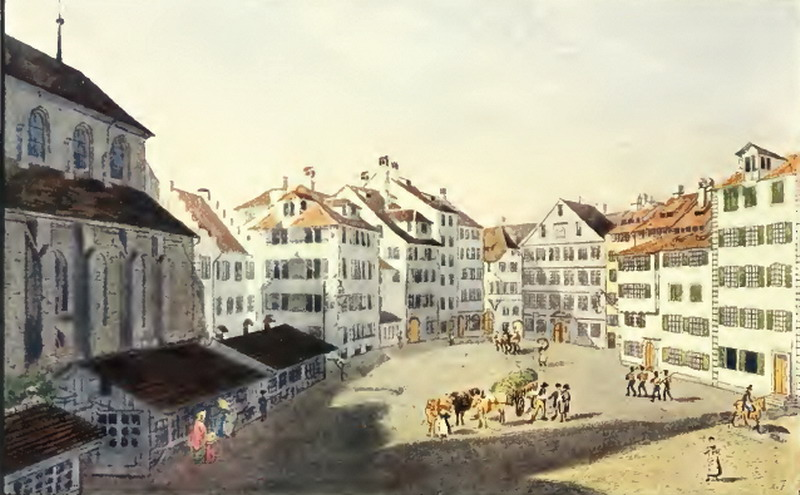
Ansicht von der Münsterbrücke, links die Marktstände beim Fraumünster, Aquarell von 1833

## Sehenswürdigkeiten
Wichtigste Sehenswürdigkeit ist das Fraumünster mit seiner Innenausstattung und seinem Kreuzgang beim angrenzenden Stadthaus, die Fayence-Ausstellung im Zunfthaus zur Meisen und die zahlreichen mittelalterlichen Bauten im Umfeld des Münsterhofs. Erwähnenswert sind auch Gastgewerbebetriebe der höheren Preisklasse, wie das Zunfthaus zur Waag und das Zunfthaus zur Meisen.

## Verkehr
Im 19. Jahrhundert fuhren erstmals Autos vom Limmatquai über die Münsterbrücke zum Paradeplatz. Um der Strasse Raum zu geben, wurde die seit dem 13. Jahrhundert bestehende Friedhofsmauer um die Kirche abgerissen. Der Münsterhof ist einer der wenigen öffentlichen Plätze in Zürich, der nicht durch die Verkehrsbetriebe Zürich erschlossen ist. Die Tramlinie zwischen Paradeplatz und Helmhaus über Münsterhof und Münsterbrücke wurde im Mai 1901 durch die neu eröffnete Linie über die Quaibrücke ersetzt. In unmittelbarer Nachbarschaft liegen die Haltestellen der Tramlinien 4 und 15 bei der Wasserkirche und der Paradeplatz mit Zugang zu sieben Tramlinien.

## Neugestaltung
Mit dem öffentlichen Gestaltungsplan «Sechseläutenplatz – Theaterplatz (Opernhaus-Parking), Zürich-Altstadt» wurde die Aufhebung des Parkplatzes am Münsterhof im Zusammenhang mit dem 2012 fertiggestellten «Parkhaus Opéra» beschlossen. Die damit verbundene Neugestaltung des Platzes erarbeiteten das städtische Tiefbauamt und die beauftragten Planer gemeinsam mit Vertretern der Anrainer und des Gewerbes. Mit der Neugestaltung soll die historisch gewachsene Geometrie des Platzes und die Altstadtatmosphäre betonen und wieder ein repräsentativer und belebter Stadtplatz mit einem flexiblen Nutzungskonzept angestrebt werden. Die Alltagsnutzung steht dabei im Zentrum, sodass der Zubringerdienst zu den Gewerbebetrieben erhalten bleibt.
Seit April 2016 präsentiert sich der Platz mit neuer Pflästerung, neuem Brunnen und frei von Parkplätzen. Die durchgängige Kopfsteinpflästerung ist ohne Abstufungen und Trottoirs gestaltet. Der moderne Brunnen wurde von den Zürcher Architekten Romero und Schaefle entworfen; die Kosten betrugen rund eine halbe Million Franken. Zeitweise soll Wein aus dem Brunnen fliessen.

## Veranstaltungen
Mit der zwischenzeitlichen Nutzung als Parkplatz wurde der Münsterplatz seiner einstigen Funktion als Marktplatz und öffentlicher Raum für Veranstaltungen weitgehend beraubt. Seit 2009 finden wieder vermehrt Grossveranstaltungen auf dem öffentlichen Platz statt, darunter der pan-europäische LGBTQi-Event Europride ’09, ein Kulturfest anlässlich des Besuchs des Dalai Lamas im Jahr 2010, das Jubiläum von Schutz und Rettung Zürich und das Fraumünster Mittelalter Spectaculum unter dem Patronat der Gesellschaft zu Fraumünster als wiederkehrende Veranstaltung.
Der neu gestaltete Münsterhof soll ganzjährig mit «eher ruhigen, qualitativ hochstehenden Veranstaltungen bespielt werden, die zum historischen Ensemble passen» und der Münsterhof als Kulturplatz positioniert werden. Insgesamt sollen 100 Nutzungstage für Veranstaltungen nicht überschritten werden.

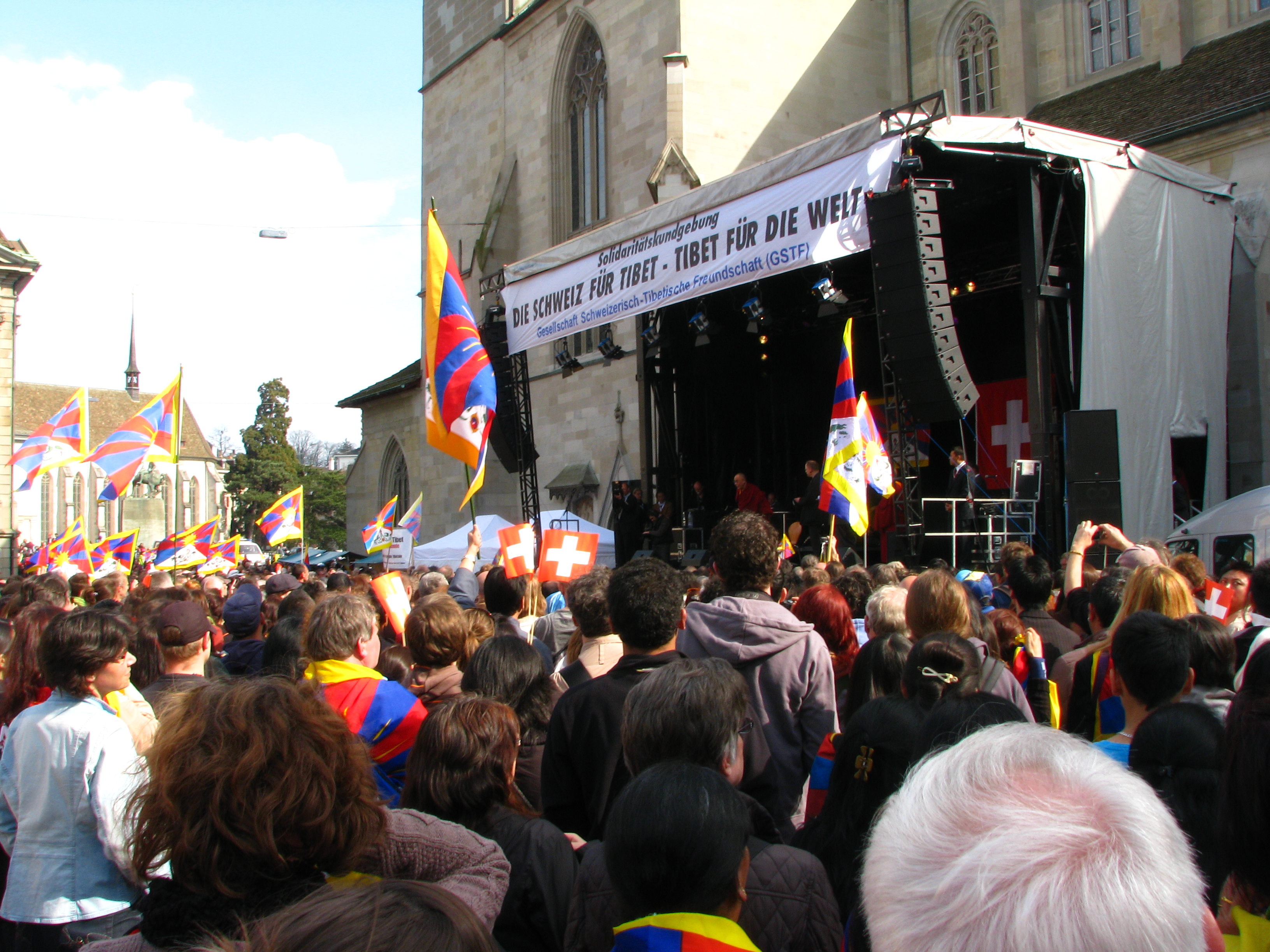
Solidaritätskundgebung anlässlich des Besuchs des Dalai Lamas in der Schweiz (2010)
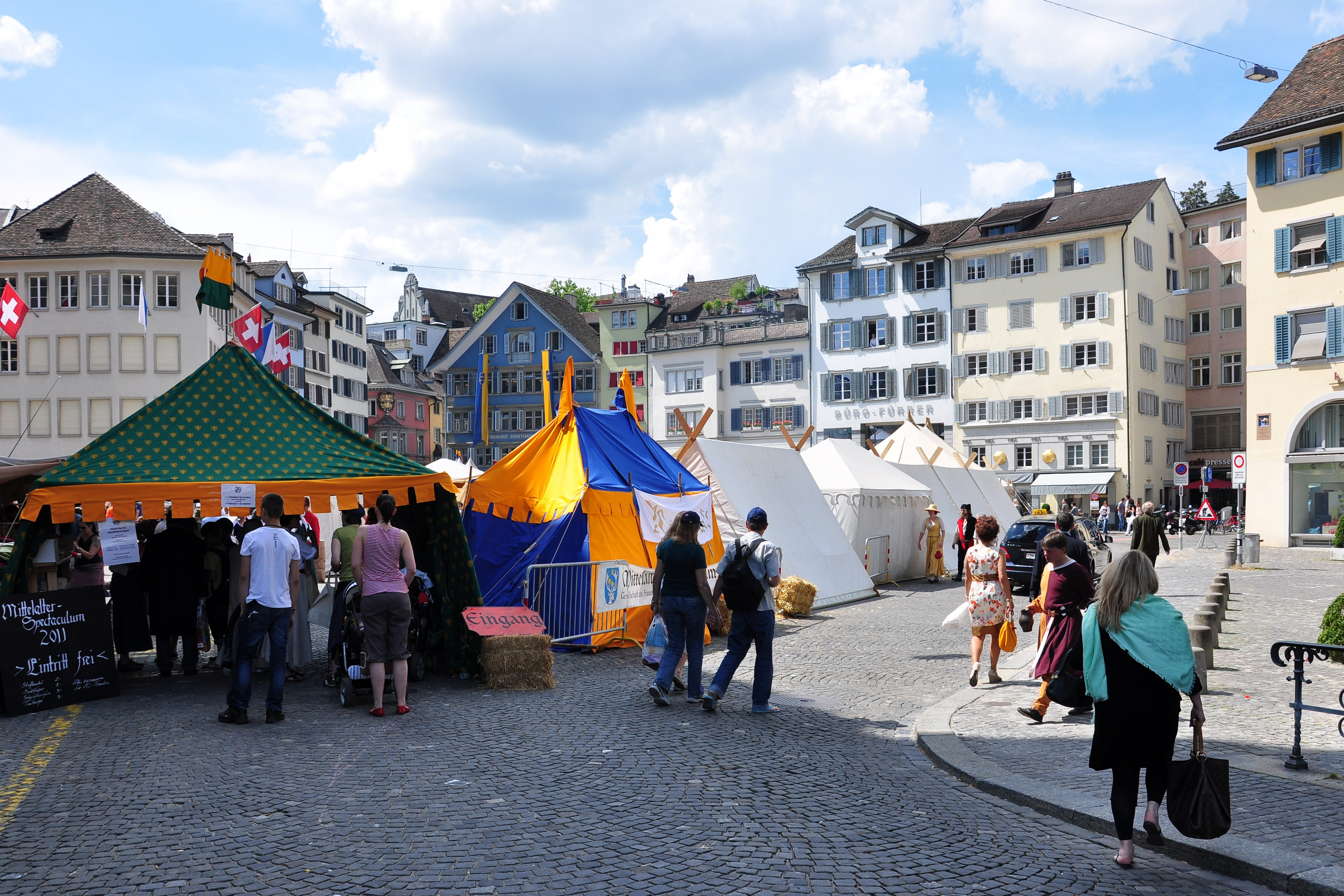
Fraumünster Mittelalter Spectaculum (2011)
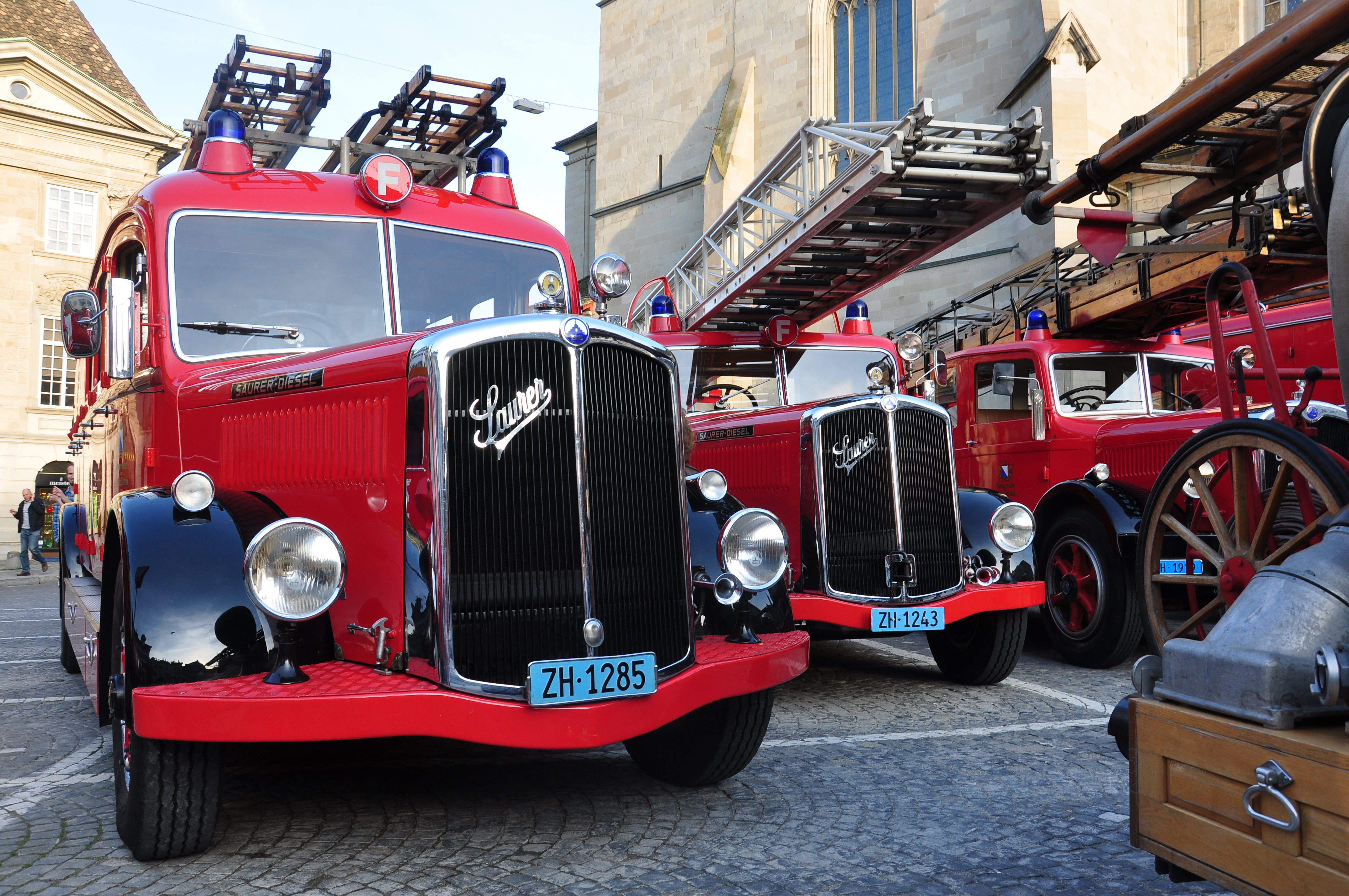
10 Jahre Schutz und Rettung (2011)

## «Insel in der Stadt»
Im Sommer 2019 war der Münsterhof Schauplatz der Kunstaktion «Insel in der Stadt» des Berner Oberländer Künstlers Heinrich Gartentor, der im Rahmen des Studienauftrags «Kunst für den Münsterhof» im Herbst 2017 eingeladen wurde. In 4200 Blumenkästen pflanzte Gartentor 2018 mehrere hundert Quadratmeter Magerwiese an und stellte diese am 22. August 2019 auf den Münsterhof. Der Platz kann über Holzstege durchquert werden, unter den Bäumen und auf drei Plattformen gibt es Sitzgelegenheiten. In den Kästen wuchsen mehr als 50 verschiedene Pflanzen. Die zwei Trauerweiden stammen vom Thunersee.
Am 17. September wurden die Bestandteile der Aktion versteigert. Die Wiese solle sich in Privatgärten und Parks vermehren, sagte Gartentor.

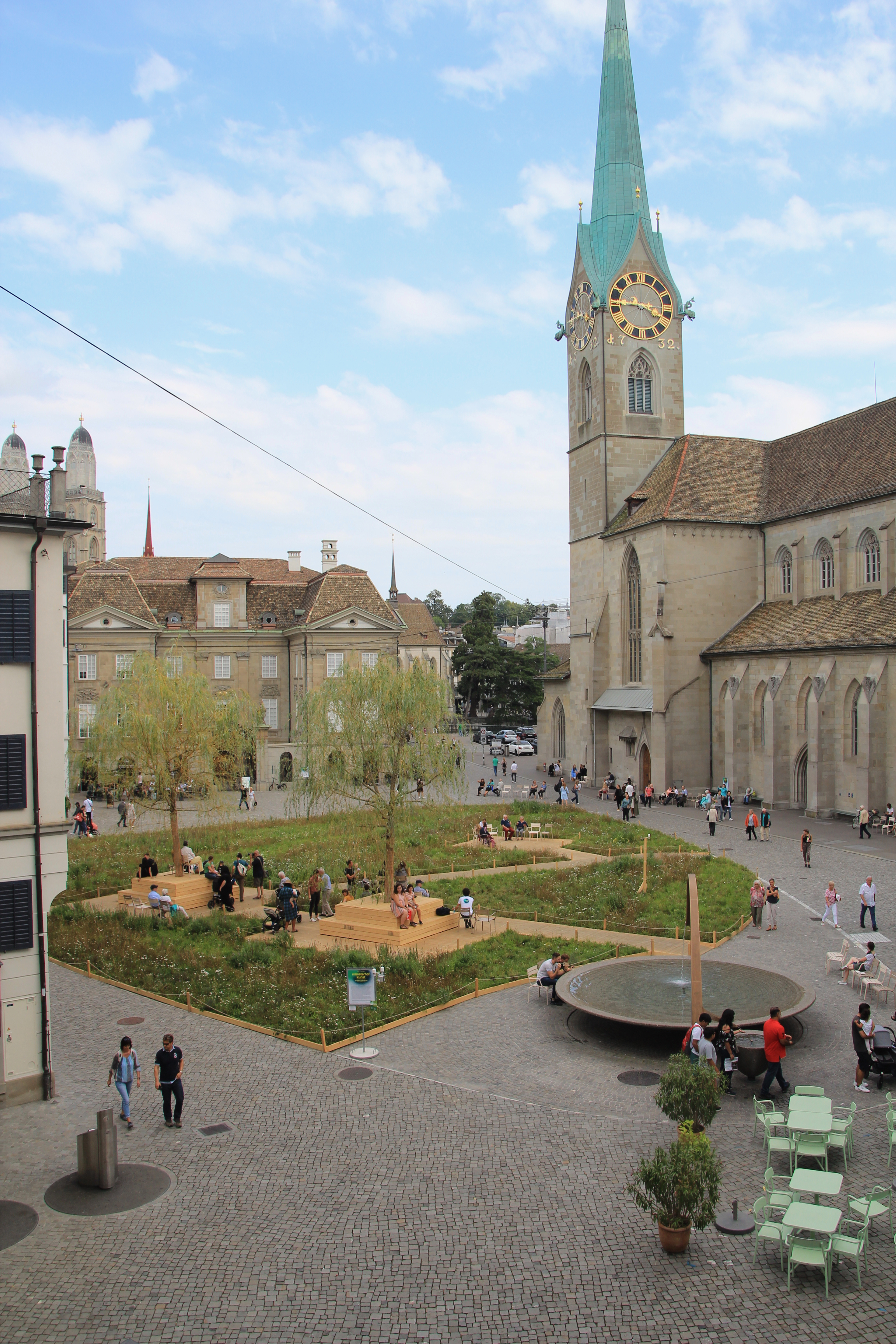
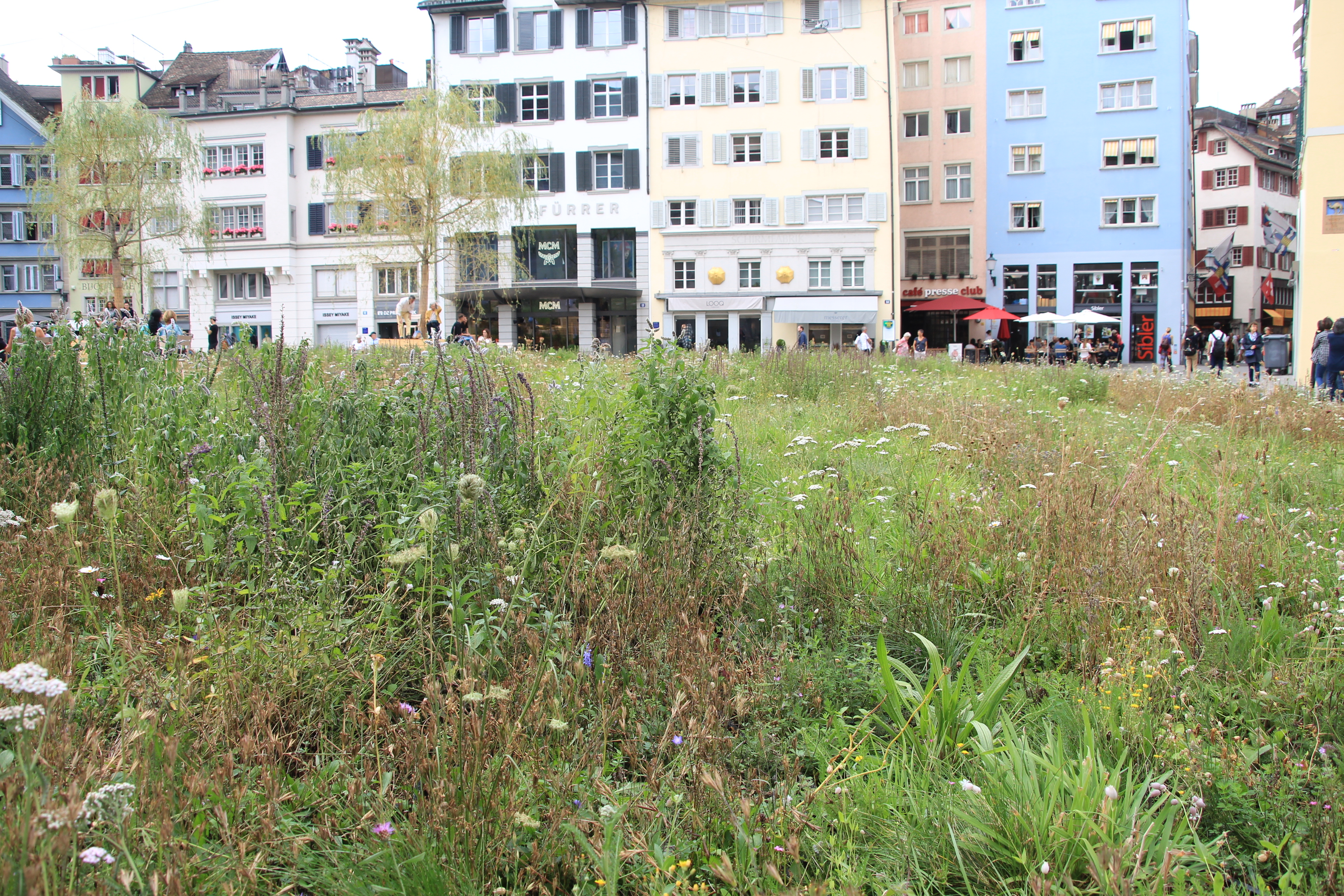
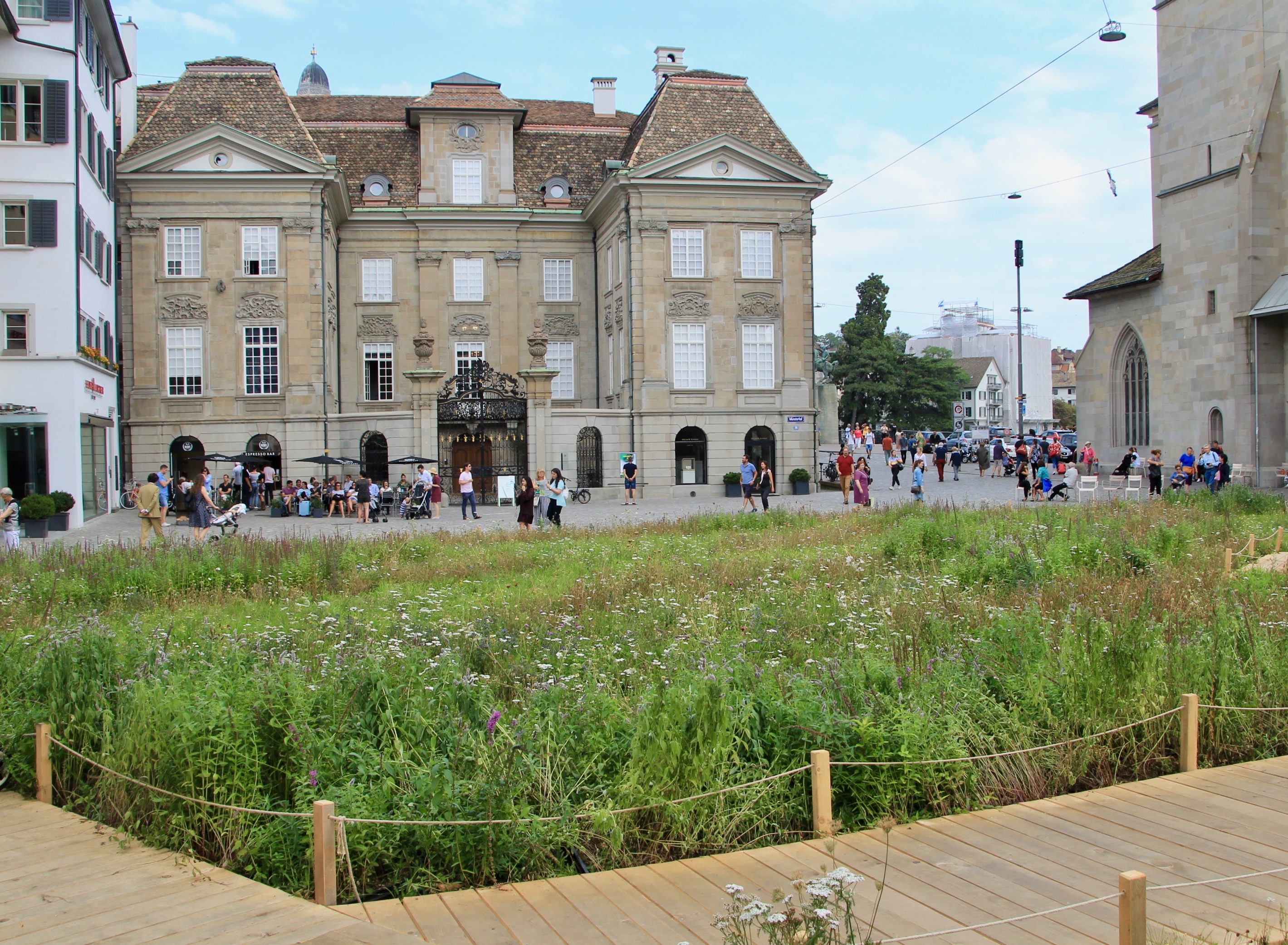
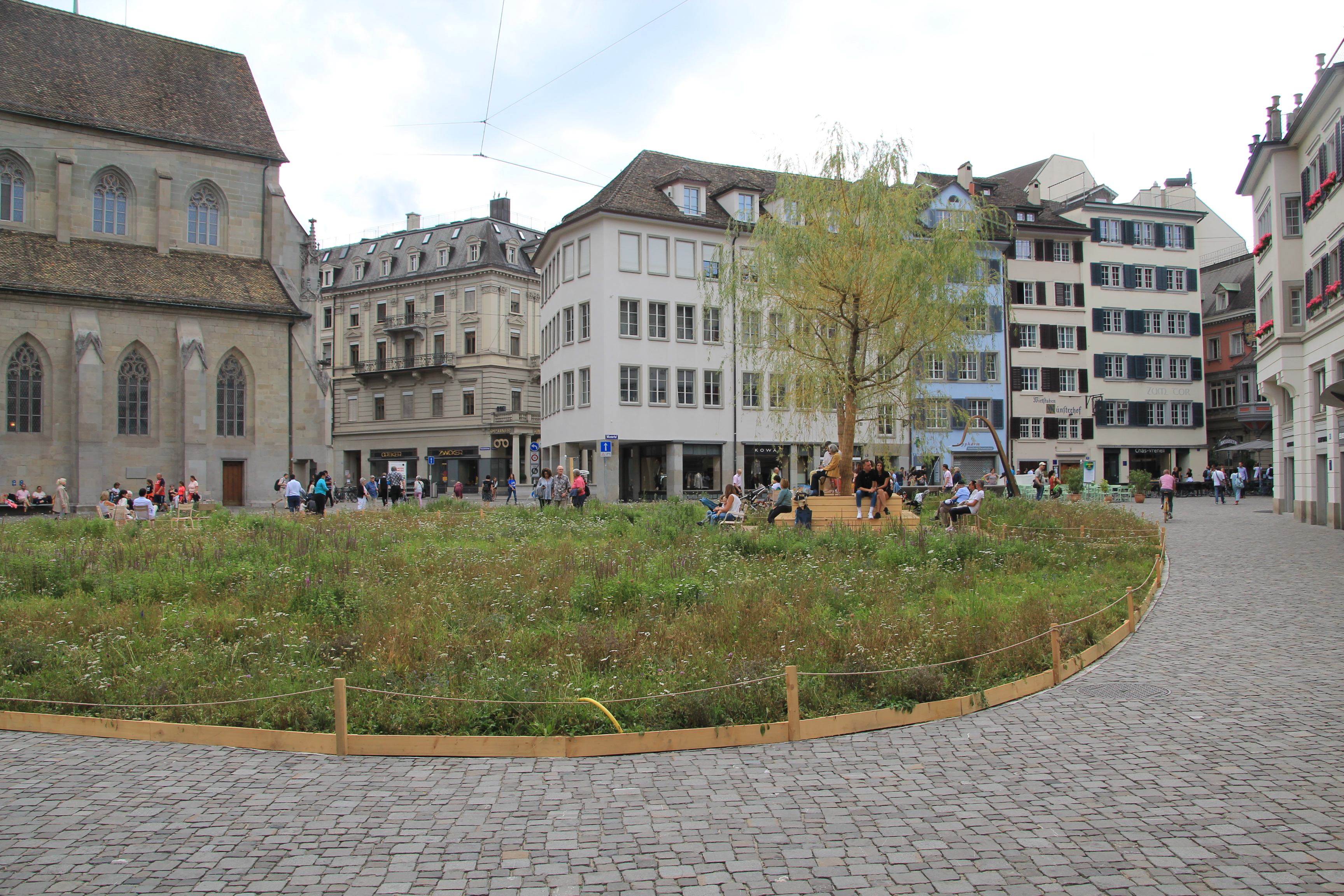